# Stärringen
Stärringen är en sjö i Oskarshamns kommun i Småland och ingår i Viråns huvudavrinningsområde. Sjön är 8 meter djup, har en yta på 0,196 kvadratkilometer och befinner sig 20,3 meter över havet. Stärringen ligger i Viråns vattensystem Natura 2000-område. Sjön avvattnas av vattendraget Långsjöbäcken.

## Delavrinningsområde
Stärringen ingår i det delavrinningsområde (635692-153888) som SMHI kallar för Mynnar i Virån. Medelhöjden är 44 meter över havet och ytan är 24,2 kvadratkilometer. Det finns inga avrinningsområden uppströms utan avrinningsområdet är högsta punkten. Långsjöbäcken som avvattnar avrinningsområdet har biflödesordning 2, vilket innebär att vattnet flödar genom totalt 2 vattendrag innan det når havet efter 5,1 kilometer. Avrinningsområdet består mestadels av skog (91 %). Avrinningsområdet har 0,63 kvadratkilometer vattenytor vilket ger det en sjöprocent på 2,6 %.